# I.Ae. 33 Pulqui II
El Pulqui II fue un avión a reacción diseñado en Argentina por el Instituto Aerotécnico y construido en la Fábrica Militar de Aviones.
En el proyecto tuvieron una participación capital el famoso diseñador alemán Kurt Tank (1898-1983), junto al joven ingeniero argentino Norberto Morchio (1922-2015) y un equipo de colaboradores argentinos y alemanes.
Solo se produjeron cinco prototipos, entre 1950 y 1959, de los cuales tres fueron destruidos.

## Historia

### Diseño

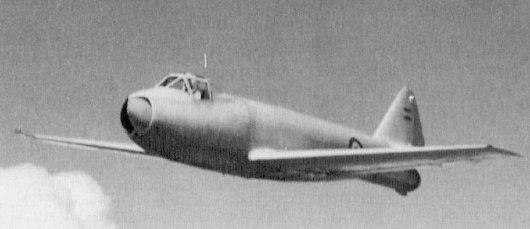
El Pulqui I en vuelo.

Sobre la base de los resultados obtenidos por el prototipo del Pulqui I, el Instituto Aerotécnico decide iniciar un nuevo proyecto de avión de reacción. Hacia fines de 1947 comienza la elaboración de un anteproyecto llamado IA-33, cuyas características principales eran una motorización más potente que la del Pulqui I, alas bajas en flecha y los estabilizadores instalados a la mitad de la deriva.
Después de finalizar la Segunda Guerra Mundial (1939-1945), el Gobierno argentino había invitado a trabajar en la construcción de un jet argentino al ingeniero Kurt Tank (1898-1983), uno de los mejores diseñadores de Alemania, responsable de la creación del famoso Focke-Wulf Fw 190. Tank para 1945 ya era un célebre diseñador aeronáutico. Jefe de diseño y director de la fábrica de aviones Focke-Wulf desde 1933 hasta el final de la Segunda Guerra Mundial había tenido a cargo la concepción de modelos de primer nivel y una fábrica que llegó a tener 15 000 obreros. Con el Fw 190, el caza alemán más efectivo de la Segunda Guerra, se consagró como uno de los diseñadores más importantes de la era de la propulsión a hélice. Tras llegar a la Argentina, Tank reunió un grupo de antiguos empleados de la Focke Wulf y se instala en la provincia de Córdoba para unirse al proyecto del futuro Pulqui II.
En los últimos meses de la guerra, Tank y su equipo habían trabajado en el diseño de un caza de segunda generación para la Luftwaffe, el Ta 183 Huckebein. Era un caza avanzado de alas en flecha que nunca se llegó a construir debido a la derrota de la Alemania nazi.
Apenas llegado, Tank presentó a las autoridades del Instituto Aeronáutico los planos del Ta 183, al mismo tiempo que el equipo argentino entregaba su anteproyecto. Como resultado de esta reunión, se decidió formar dos equipos trabajando en paralelo, uno alemán ―liderado por Kurt Tank―, y uno argentino ―liderado por el ingeniero Norberto Morchio―.
Una vez terminados ambos diseños, que resultaron ser muy similares, se sintetizaron en un diseño final, analizando cada diferencia y optando por la que presentara la menor dificultad de construcción. Puede verse que el avión no es simplemente un Ta 183 modificado, sino el producto de un desarrollo conjunto con los ingenieros argentinos en el que se aplican parte de los conceptos básicos del diseño alemán.
Los conceptos del Ta 183 no se utilizaron únicamente en el Pulqui II; sin que Kurt Tank lo supiera, simultáneamente se desarrollaba otro avión en la Unión Soviética a partir de una copia de los planos, obtenida por tropas de ese país durante su invasión a Alemania. Se trataba del Lavochkin La-15 soviético, caza contemporáneo al famoso MiG-15.

### Evaluación

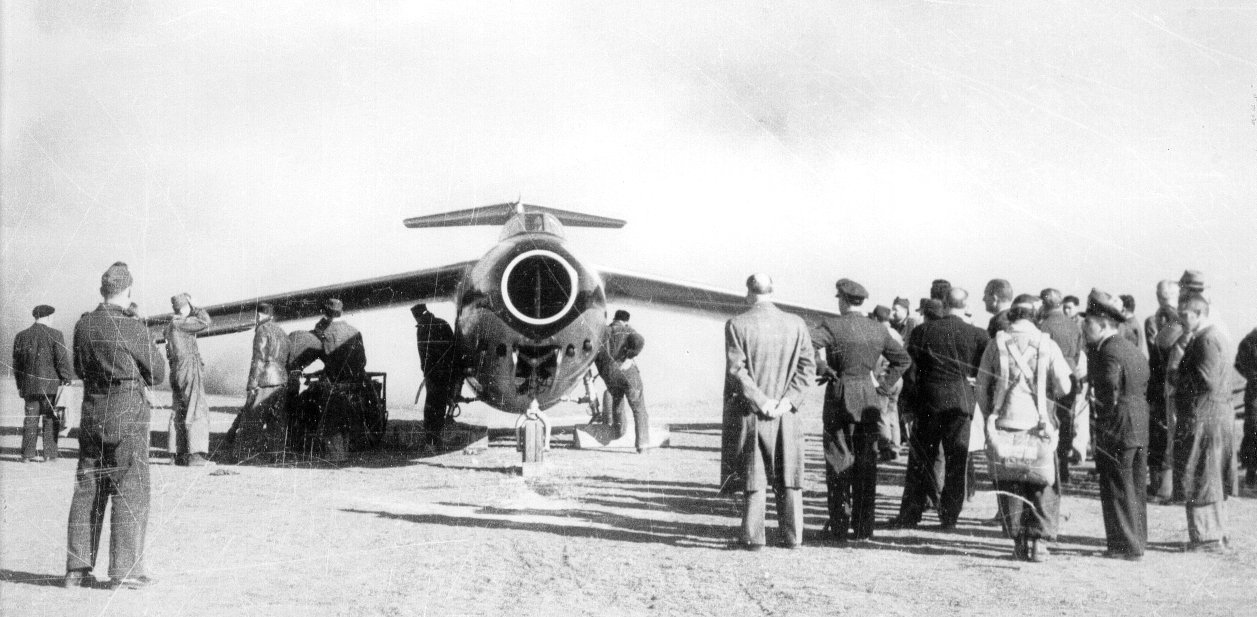
El segundo prototipo, poco antes de su vuelo inaugural.

Una vez resuelto el diseño, se comenzó con la construcción de los prototipos. El primero era una versión sin motor, usada para comprobar la estabilidad del diseño. A continuación se fabricó el primer avión completo, y el 27 de junio de 1950, pilotado por el capitán Edmundo Pincho Weiss (1919-1991), hizo su primer vuelo.
El 8 de febrero de 1951, se realizó la presentación pública del avión, en el Aeroparque Jorge Newbery de la ciudad de Buenos Aires. Estaban presentes el presidente de la Nación, Juan Domingo Perón y un nutrido grupo de funcionarios y diplomáticos, además de una enorme cantidad de espectadores. La novedad del Pulqui II radicó en el ala en flecha, una innovación del campo de la aerodinámica, que junto con la utilización de una sola y poderosa turbina permitiría alcanzar las máximas velocidades antes de la barrera del sonido. Redujo diez veces los tiempos de viaje gracias a que alcanzaba velocidades cercanas a los 1000 km/h.
Después del derrocamiento del presidente Perón en 1955, el proyecto quedó sin el respaldo de la consiguiente seguidilla de dictaduras y tiranías.
En febrero de 1956, Tank y catorce de sus ingenieros, perseguidos por la dictadura autodenominada Revolución «Libertadora», abandonaron el país y se dirigieron a trabajar en la industria aeronáutica de la India. Este hecho se sumaría a otros dos elementos que pondrían un freno al proyecto Pulqui.
Por un lado, dado que el Banco Central no podía otorgar los fondos para la compra de los 36 Canadair CL-13 Sabre previstos, la Fuerza Aérea Argentina debió considerar la producción en serie del Pulqui y consultó a las IAME (Industrias Aeronáuticas y Mecánicas del Estado, creadas por Perón en 1951) sobre el plazo para disponer de un lote de producción de cien IAe-33. La respuesta fue que, dada la capacidad con la que se disponía, se podrían fabricar diez aparatos en cinco años, en tanto que Estados Unidos ofreció ―paradójicamente, por tratarse de un primo lejano― la entrega inmediata de cien F-86 Sabre. Por otra parte, en noviembre de ese año, el cuarto prototipo del Pulqui II tuvo un accidente cuando aterrizaba luego de una demostración ante oficiales de la Fuerza Aérea. El piloto sobrevivió, pero la aeronave quedó destruida.
A pesar de todo, el proyecto continuó y hacia 1959 se construyó el quinto y último prototipo. Sin embargo, al poco tiempo se produjo la cancelación definitiva del programa, debido a la falta de fondos y apoyo del Gobierno de Arturo Frondizi. Finalmente, la Fuerza Aérea acabaría recibiendo en septiembre de 1960 solo veintiocho de los ya obsoletos cien aviones prometidos.

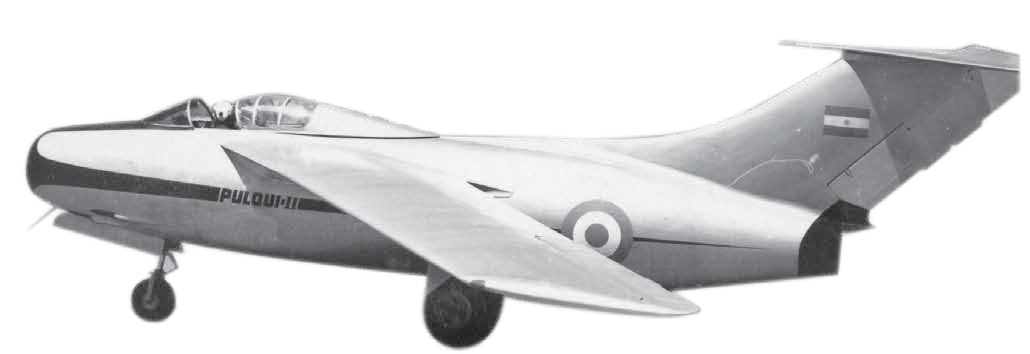
Imagen del Pulqui II. Archivo General de la Nación (Argentina).

## Características técnicas
El Pulqui II era un monoplaza de ala alta, con una flecha hacia atrás de 40° y diedro negativo. La cola era en T, con los estabilizadores ubicados sobre el timón. La construcción era completamente metálica, y la cabina era presurizada con una cubierta tipo burbuja. No contaba con asiento eyectable y la maniobra de evacuación se realizaba invirtiendo la nave, desprendiendo la burbuja y dejando que el piloto caiga por gravedad.[cita requerida]
El motor elegido fue una turbina Rolls-Royce Nene II, con una potencia de 2267 kg. Un dato interesante es que el MiG-15 utilizaba una copia soviética de este mismo motor británico.
Argentina perdió una propuesta del príncipe consorte de Países Bajos, Bemhard vol Lippe-Biesterfe, realizada en 1951 durante una visita oficial bajo la presidencia de Perón. Ofrecía fabricar el avión en colaboración y con turbinas neerlandesas. Casi al mismo tiempo fue recibido un pedido firme de Egipto de adquirir cuantos hubiera disponibles (pese a que en ese entonces había un único prototipo volando).

## Especificaciones

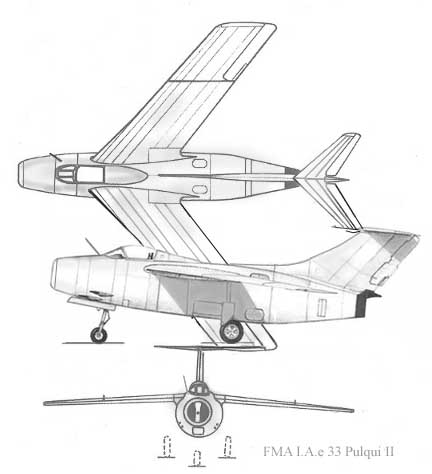

### Características generales
- Tripulación: 1 piloto
- Longitud: 11.68 m
- Envergadura: 10.60 m
- Altura: 3.50 m
- Superficie alar: 25.1 m²
- Peso vacío: 3736 kg
- Peso máximo al despegue: 6793 kg
- Planta motriz: 1× turborreactor Rolls Royce Nene II.
  - Empuje normal: 22,2 kN (2268 kgf; 5000 lbf) de empuje.

### Rendimiento
- Velocidad máxima operativa (Vno): 1080 km/h
- Velocidad crucero (Vc): 954 km/h
- Alcance: 3090 km
- Alcance en combate: 2 horas 50 minutos
- Techo de vuelo: 15 000 m
- Régimen de ascenso: 25 m/s
- Empuje/peso: 0.41 con 50 % de combustible / 0.33 máx. combustible interno (3125 L)

### Armamento
- Cañones: 4× Hispano Suiza Mk. V de 20 mm

## Prototipos

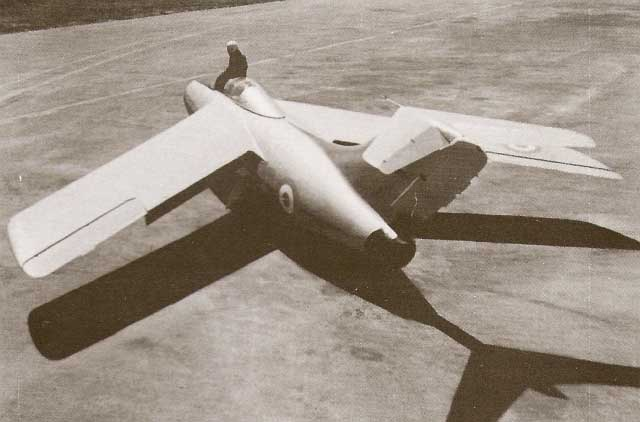
El tercer prototipo, c. 1953. Nótese las alas en flecha y la cola en T.

- El prototipo n.º 1 fue construido sin motor, para ensayos aerodinámicos. Nunca fue volado ya que su propósito era la de estudios y ensayos destructivos en tierra. Después de demostrar la ausencia de fallos de diseño se utilizó para pruebas estáticas hasta su destrucción.

- El prototipo n.º 2 realizó su vuelo inaugural el 27 de junio de 1950, pilotado por el capitán argentino Edmundo Pincho Weiss (de 30 años). Presentaba problemas al volar a velocidades extremas y se le hicieron diversas modificaciones para solucionarlo.[8] En 1951 se invitó a varios pilotos de caza de la Fuerza Aérea Argentina a probar el avión. En una de estas pruebas, un fallo en los pernos de sujeción de un ala hizo que esta se desprendiera en vuelo, provocando la caída y destrucción completa del aparato, muriendo en el accidente su piloto, capitán Ariel Vedania Manuwal.[9]

- El prototipo n.º 3 se completó en 1952. Presentaba modificaciones aerodinámicas que lo hacían más estable.[10] El 9 de octubre de ese año (1952) se estrelló mientras era pilotado por Otto Behrens (38) ―un expiloto de pruebas de la Focke Wulf y exdirector del Centro de Ensayos de la Luftwaffe―, quien falleció en el accidente.[11]

- A continuación se construye el prototipo n.º 4, un modelo ya completo con cabina presurizada y cañones instalados.

En 1956, la Fuerza Aérea, buscando ganar apoyo político ante la dictadura antiperonista, organizó un vuelo desde Córdoba a Buenos Aires para demostrar el potencial de combate del Pulqui. El aparato debía volar 800 km, ametrallar un campo de prácticas de la Fuerza Aérea en el área de Buenos Aires y luego volver a Córdoba utilizando solo combustible interno. El único equipo de oxígeno disponible para un vuelo tan largo había sido tomado de un Gloster Meteor que se encontraba en reparaciones. El piloto, teniente Balado, completó con éxito el vuelo, incluyendo la demostración del ametrallamiento, a una velocidad media de crucero de unos 900 km/h. Sin embargo, el sistema de oxígeno falló en el viaje de regreso. El piloto, al borde de perder la conciencia, logró realizar un aterrizaje de emergencia. El choque destruyó el tren de aterrizaje y dejó a la aeronave en un estado irreparable.
- El prototipo n.º 5 era una versión modificada que disponía de tanques de combustible alares que resolvían el problema de la escasa autonomía. Este prototipo recibió la designación Pulqui Iie, y se terminó de construir en 1959. Su primer vuelo se realizó el 18 de septiembre de 1959, pilotado por el teniente Roberto Starc. Solo realizó doce vuelos antes de ser retirado.[1]

## Ejemplares sobrevivientes

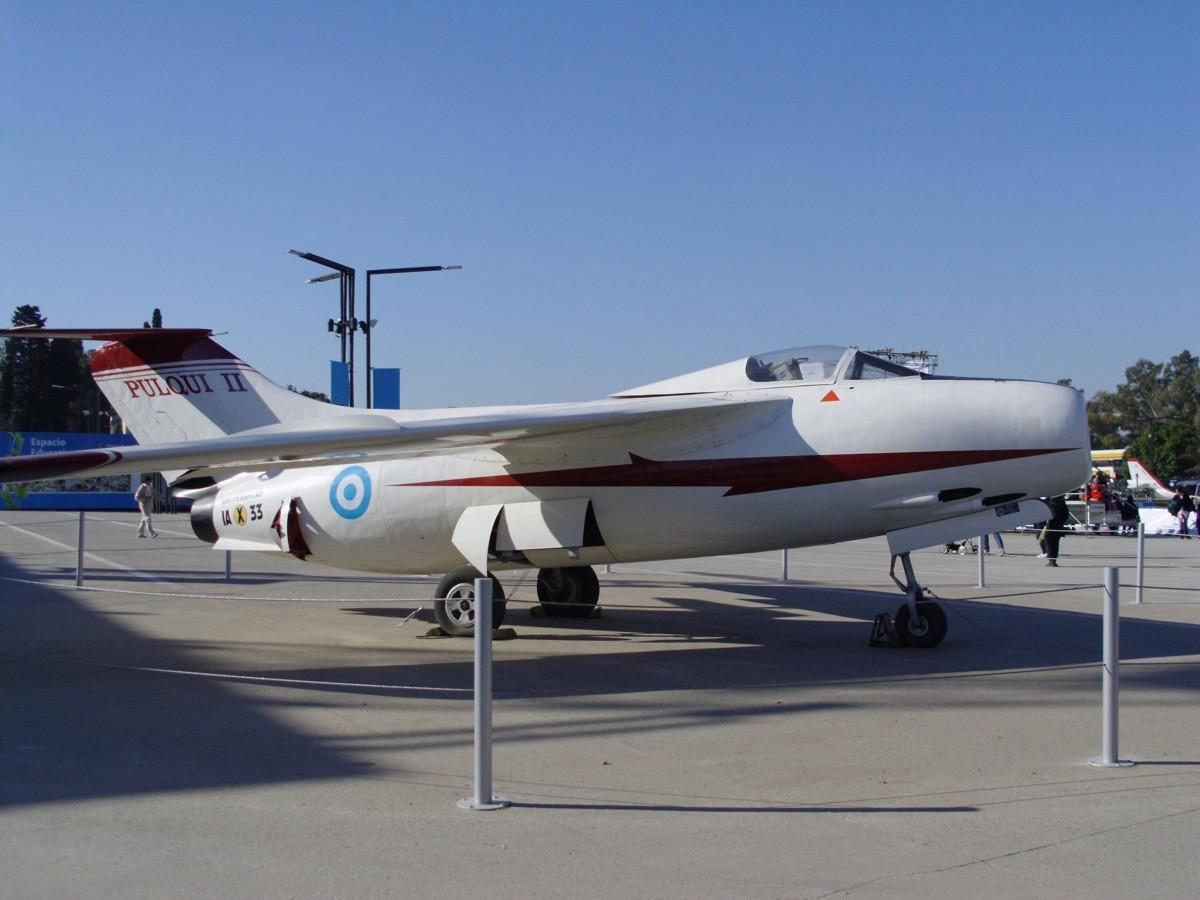
El Pulqui II en la muestra Tecnópolis (2012).

El único avión sobreviviente, el prototipo n.º 5, se exhibe en el Museo Nacional de Aeronáutica en la base de Morón, en el Gran Buenos Aires (Argentina).
Este aparato forma parte de la muestra de tecnología Tecnópolis, realizada en el Parque del Bicentenario, en el barrio de Villa Martelli (Gran Buenos Aires).

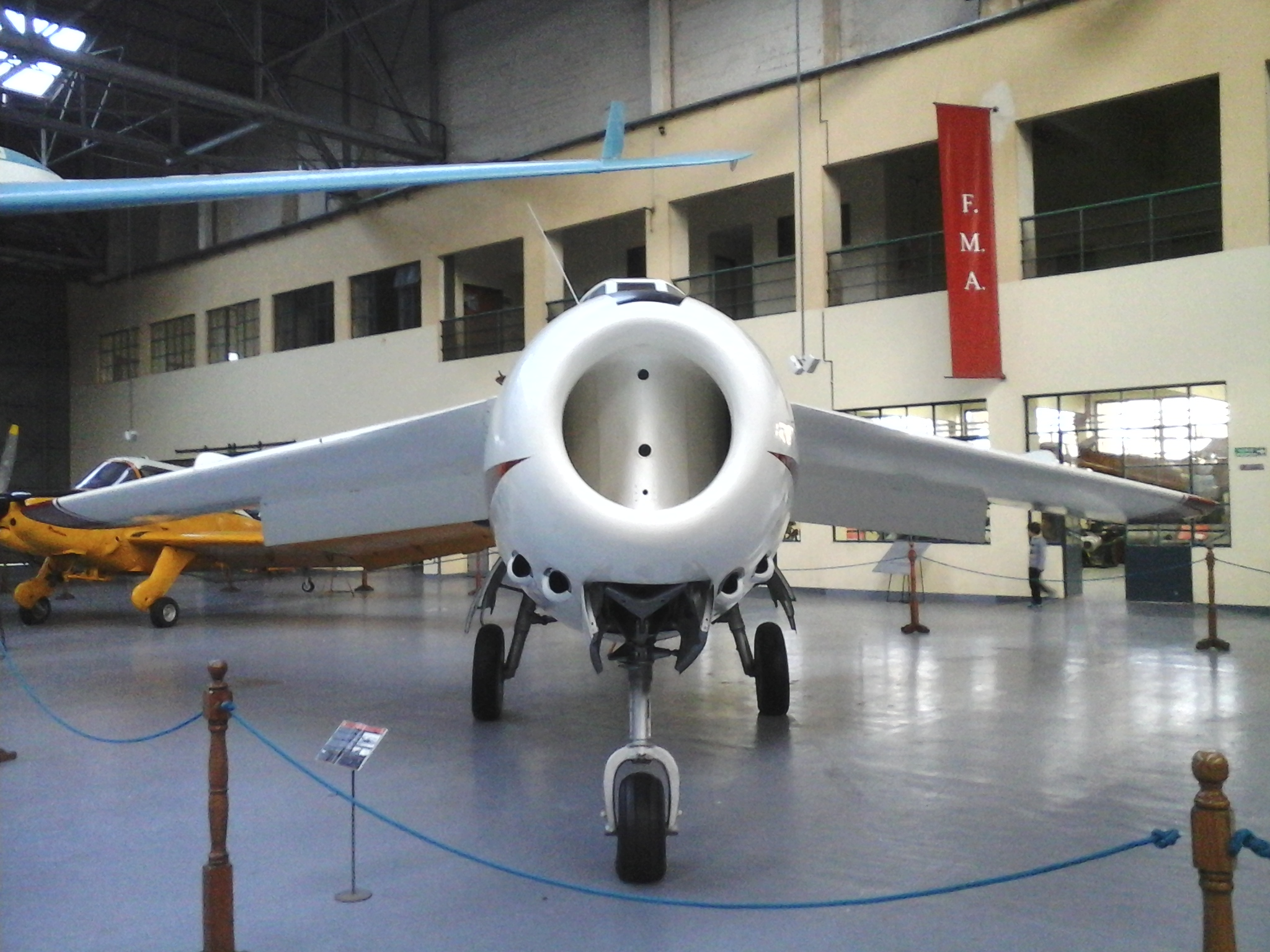
Vista de frente del Pulqui II en el Museo Nacional de Aeronáutica.